# Пік Шевченка
42°58′57″ пн. ш. 43°30′44″ сх. д. / 42.9826117° пн. ш. 43.5122108° сх. д.
Пік Шевченка (рос. Пик Шевченко) — вершина в Росії висотою 4 200 м знаходиться на північному відгалуженні Суганського хребта (Центральний Кавказ) між долинами річок Псигансу і Хазні. Вкритий снігом і льодовиками.

## Історія
Підкоривши безіменну вершину Суганського хребта (Центральний Кавказ) в 1939 році, дніпропетровські альпіністи під керівництвом Олександра Зюзіна по праву першопрохідців назвали її ім'ям видатного українського поета. Висота піка — 4200 м. У 1964 році дніпропетровці зробили другий сходження на пік Шевченка, присвятивши його 150-річчю Великого Кобзаря. На вершині спортсмени встановили бюст Кобзаря, відлитий на «Південному машинобудівному заводі».Скульптор-аматор Владислав Хромов створив оригінальне зображення великого Кобзаря. Альпініст-інженер Ігор Іванченко керував формувальниками і ливарниками, які зробили відливку погруддя з легкого сплаву.
У 1989 році під час третього за рахунком і першого зимового сходження на вершині була встановлена відлита в бронзі меморіальна дошка на честь 175-річчя поета. Перша експедиція часів незалежності відбулась 2004 року.
Останній похід на пік Шевченка був здійснений у 2011 році. Альпіністи розбили базовий табір в долині Хазні, звідки проклали абсолютно новий підхід до підніжжя піку Шевченка. Сходження тривало три дні. Кервіник експедиції — Валерій Ломига. Альпіністи поставили погруддя на алюмінієвий п'єдестал і укріпили меморіальну табличку.